# Renato Malavasi
Renato Malavasi (* 8. August 1904 in Verona; † 7. Oktober 1998 ebenda) war ein italienischer Schauspieler.
Malavasi besuchte die Schule für Tanz und Choreografie des Teatro dell’Opera di Roma und begann eine langanhaltende und erfolgreiche Bühnenkarriere, sowohl beim Dialekttheater als auch im ernsthaften Bereich neben Stars wie Cesco Baseggio, Antonio Gandusio oder den Brüdern Micheluzzi. In den 1920er Jahren debütierte er beim Stummfilm; ab 1936 konnte er sich in den folgenden mehr als fünfzig Jahren als unverzichtbare Charaktergröße etablieren und war in mehr als 170 Rollen zu sehen. Dabei stellte er ein breites Spektrum an Figuren dar, vom Handwerker über den Botschafter, vom Freund des Hauptdarstellers über den Kammerdiener bis zum Minister.
Während der Jahre der Italienischen Sozialrepublik lebte er in seiner Heimatstadt und konnte für die in Venedig ansässige Produktionsfirma Giudecca Filme drehen.

## Filmografie (Auswahl)
- 1928: Brigata Firenze
- 1936: Die Liebe des Maharadscha (Una donna tra due mondi)
- 1936: Vivere – Kehr zurück, mein Mädel! (Vivere)
- 1938: Drei Frauen um Verdi (Giuseppe Verdi)
- 1949: Die Mauern von Malapaga (Le mura di Malapaga)
- 1950: Gegen das Gesetz (Contro la legge)
- 1950: Lichter des Varieté (Luci del varietà)
- 1951: Der Rebell von Neapel (Il conte di Sant'elmo)
- 1952: Romanze meiner Sehnsucht (Il romanzo della mia vita)
- 1952: Warum hast du mich betrogen? (Inganno)
- 1954: Die Fahrten des Odysseus (Ulisse)
- 1955: Der Barbier von Sevilla (Figaro, ´Il barbiere di Siviglia`)
- 1956: Der geheimnisvolle Ritter von Montferrat (Lo spadaccino misterioso)
- 1957: Io, Caterina
- 1957: Liebe und Geschwätz (Amore e chiacchiere)
- 1959: Theaterträume (Il mondo dei miracoli)
- 1959: Tschau, tschau, Bambina (Ciao, ciao, bambina!)
- 1960: Unschuld im Kreuzverhör (Il rossetto)
- 1961: Halt mal die Bombe, Liebling (Che gioia vivere)
- 1961: Happy End im September (Come September)
- 1963: Zorro gegen Maciste – Kampf der Unbesiegbaren (Zorro contro Maciste)
- 1963: Zorro und die drei Musketiere (Zorro e i tre moschettieri)
- 1970: Zwei Trottel als Revolverhelden (Franco e Ciccio sul sentiero di guerra)
- 1971: Django – Unerbittlich bis zum Tod (Il mio nome è Mallory… “M” come morte)
- 1971: Zwei Trottel an der Front (Armiamoci e partite!)
- 1972: Mord exklusiv (Terza ipotesi su un caso di perfetta strategia criminale)
- 1972: Der Pfaffenspiegel (Quando le donne si chiamavano Madonne)
- 1973: Fäuste – Bohnen und… Karate! (Storia di karatè, pugni e fagioli)
- 1974: Der kleine Polizist (Piedino il questurino=)
- 1975: Il sogno di Zorro
- 1975: Whisky und die Goldgräber (La pacconata)
- 1975: Zwei durch dick und dünn (Che botte ragazzi)
- 1976: Lollipops und heiße Höschen (Spogliamoci così senza pudor…)
- 1976: Todo modo
- 1978: Die trüben Tassen der Stube 9 (La soldatessa alle grandi manovre)
- 1980: Komm zurück, Kleiner (Voltati Eugenio)
- 1991: Marcellino pane e vino